# NGC 6330
NGC 6330 (другие обозначения — UGC 10776, MCG 5-41-5, ZWG 170.7, IRAS17138+2927, PGC 59961) — спиральная галактика с перемычкой (SBb) в созвездии Геркулес.
Этот объект входит в число перечисленных в оригинальной редакции «Нового общего каталога».